# Galaxia Pitică Neregulată din Săgetătorul

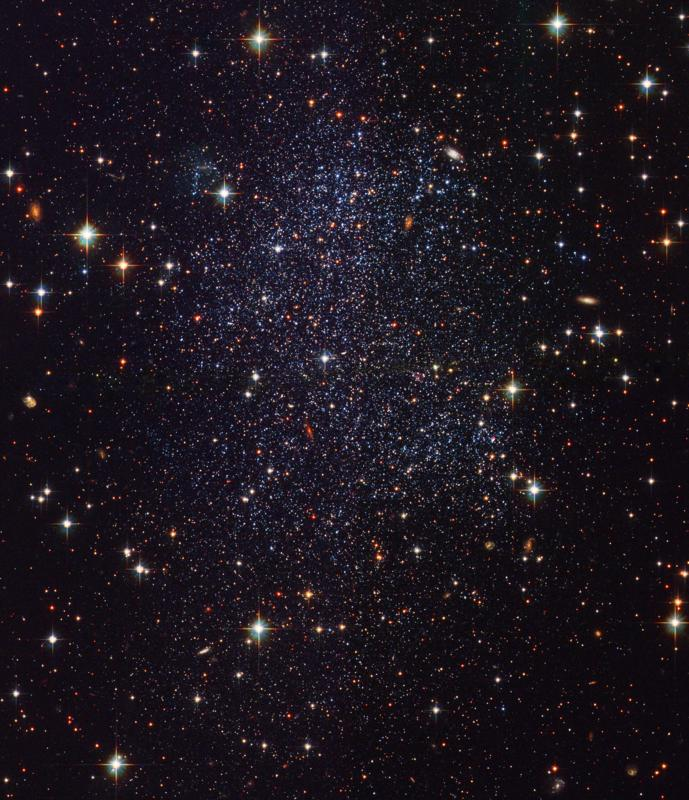
Galaxia Pitică Neregulată din Săgetătorul fotografiată de Telescopul spațial Hubble.

Galaxia Pitică Neregulată din Săgetătorul sau SagDIG, abreviere din engleză Sagittarius Dwarf Irregular Galaxy, este o galaxie neregulată din Grupul nostru Local. A fost descoperită la data de 13 iunie 1977 de Diego A. Cesarsky, E. Falgarone și J. Lequeux.
Aflată la distanța de 4,2 milioane de ani-lumină, ea este aproape de frontierele Grupului Local și este posibil ca ea să nu fie în final legată în mod gravitațional.
Galaxia Pitică Neregulată din Săgetătorul nu trebuie să fie confundată cu SagDEG (Galaxia Pitică Eliptică din Săgetătorul), una dintre cele mai apropiate galaxii de Calea Lactee cunoscute până astăzi.